# مورفی (کتاب)
مورفی رمانی اثر ساموئل بکت نویسنده ایرلندی است که در سال ۱۹۳۸ منتشر شده‌است.